# Рид, Эми
Э́ми Рид (англ. Amy Ried, 15 апреля 1985 года, Франкфурт, Германия) — американская порноактриса немецкого происхождения.

## Биография
Эми Рид родилась в Германии, но когда ей был один год, родители переехали в Калифорнию. Там она два года обучалась в политехническом отделении Калифорнийского университета, изучая проектирование.
Впервые Эми снялась в порнофильме в 2005 году под псевдонимом Девайн Валенсиа (англ. Devin Valencia) в фильме «Young Ripe Mellons 7».
В октябре 2007 года актриса подписала эксклюзивные контракты со студией Third Degree Films и через 2 года в октябре 2009 года начинает съёмки с известной студией New Sensations.
 Пока однажды не основала свою собственную кинокомпанию — Riedemption Productions. Фильмы данной студии отличаются экстремальностью съемки и мастерством актёров, находящихся в экстремальных ситуациях: например, прыгают с парашютом. При всей оригинальности съемочного процесса, девушка никогда не боялась экстремальных условий съёмок: к примеру, могла признаться, что самый необычный секс у неё был в пустыне.
По данным на 2023 год фильмография Эми Рид насчитывает более 400 порнофильмов, сцен и компиляций.

## Премии и номинации
- 2007 F.A.M.E. Award — Любимая женщина-новичок[5]
- 2007 AVN — Лучшая сцена анального секса (Breakin' 'Em In #9)[8]
- 2007 AVN — Лучшее исполнение стриптиза (My Plaything: Amy Ried)[8]
- 2010 AVN — Лучшая сцена парного секса (30 Rock: A XXX Parody)[9]